# Часовня Параскевы Пятницы (Красноярск)
Часо́вня Параске́вы Пя́тницы — православная часовня, один из символов города Красноярска. Располагается на вершине Караульной горы, на месте древнего языческого капища татар-качинцев.

## История
Первой постройкой, возведённой русскими поселенцами на месте нынешней часовни, была деревянная сторожевая вышка, на которой несли караул енисейские казаки, предупреждавшие жителей Красноярска о приближении врага. В 1805 году на этом месте купец И. Е. Новиков воздвиг деревянную часовню во имя Параскевы Пятницы в память о своём счастливом спасении из водоворота на речном пороге. По другой версии, часовня была построена красноярцами в честь избавления предков от врагов и также выполняла функции караульной башни.
В 1852—1855 годах на месте обветшавшей деревянной часовни архитекторами Я. Алфеевым и Я. Набаловым на средства красноярского золотопромышленника Петра Кузнецова была построена новая каменная часовня, сохранившаяся до настоящего времени. Возводилась как часовня Богородице-Рождественского собора, архитектура которого (проект Константина Тона) предопределила её формы (строилась в те же годы).
Восьмигранный объём прорезан тремя дверными и четырьмя оконными проёмами с полуциркульным завершением, на восточной грани окно ложное. Рёбра восьмерика подчеркнуты пилястрами, переход к высокому шатру оформлен кокошниками. Грани шатра перебиты карнизом и слуховыми окнами с четырёх сторон. В каждой грани стены под окнами, над карнизом и под ним — лежачие филёнки. Обрамление окон завершено килевидными наличниками, повторяющими очертание кокошников. Декор обобщённый, крупных членений, рассчитан на восприятие с дальних расстояний, стилизован под древнерусские формы. Металлический шатёр увенчан небольшой луковичной позолоченной главкой. Над главкой — православный крест.
Здание на высоком цоколе, к кованым дверям подводят высокие крыльца. В окнах — обновлённые по старому узору кованые решётки. Помещение часовни сообщается с шатровой частью, имеется лаз. Фундамент бутовый, стены кирпичные, оштукатуренные, окрашены в один тон. Высота до креста около 22 метров, между противостоящими гранями стен — 7 метров, высота стен — 7 метров, длина каждой из граней — 2,4 метра.
Место, на котором стоит часовня, является одной из лучших видовых точек Красноярска: с площадки на вершине Караульной горы открывается панорама центральной части города. На этом месте часто работал над своими этюдами русский живописец В. И. Суриков. В августе 1887 года с площадки рядом с часовней наблюдал солнечное затмение русский учёный, изобретатель в области радиосвязи А. С. Попов (в память об этом событии на восточном фасаде часовни установлена мемориальная доска).

## XX век
В 1943 году во время грозы сгорел шатёр, часовня была отремонтирована; в 1973—1975 годах часовню отреставрировали. Проект реставрации выполнил заслуженный архитектор России Александр Сергеевич Брусянин. Однако вплоть до начала 1990-х годов она находилась в заброшенном состоянии. С начала 80-х годов имела статус памятника архитектуры регионального значения. 
После передачи часовни на баланс Русской Православной Церкви в 1996 году, в нарушение всех охранных актов, был серьёзно изменён внутренний и внешний вид часовни: стены расписаны фресками, проведено отопление, маковка заменена на значительно бо́льшую.

## XXI век
В 2012 году был проведён косметический ремонт, в ходе которого заменили маковку часовни, а также облагородили прилегающую территорию: деревянный крест заменили на гранитный, выложили брусчатку и перестроили лестницу к пушке на Караульной горе.

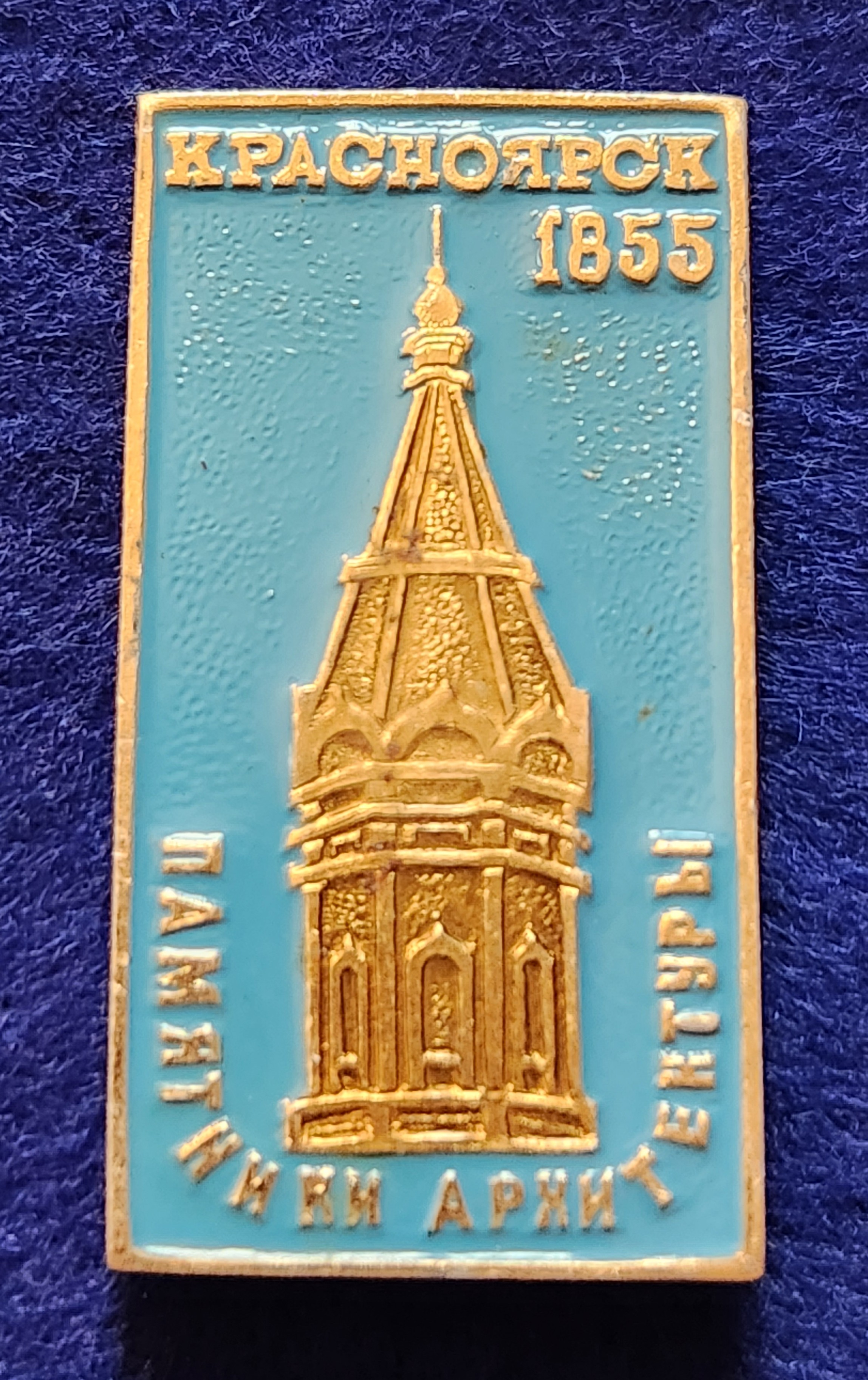
Красноярск памятник архитектуры 1855 Часовня Параскевы Пятницы значок

В 2014 году были проведены значительные реставрационные работы — расчищен и восстановлен штукатурный слой, в соответствии с историческим обликом заменена кровля (цвет изменили с красного на зелёный), размеры маковки приведены в первоначальный вид.
Часовня Параскевы Пятницы имеет статус памятника архитектуры федерального значения.

## Изображения

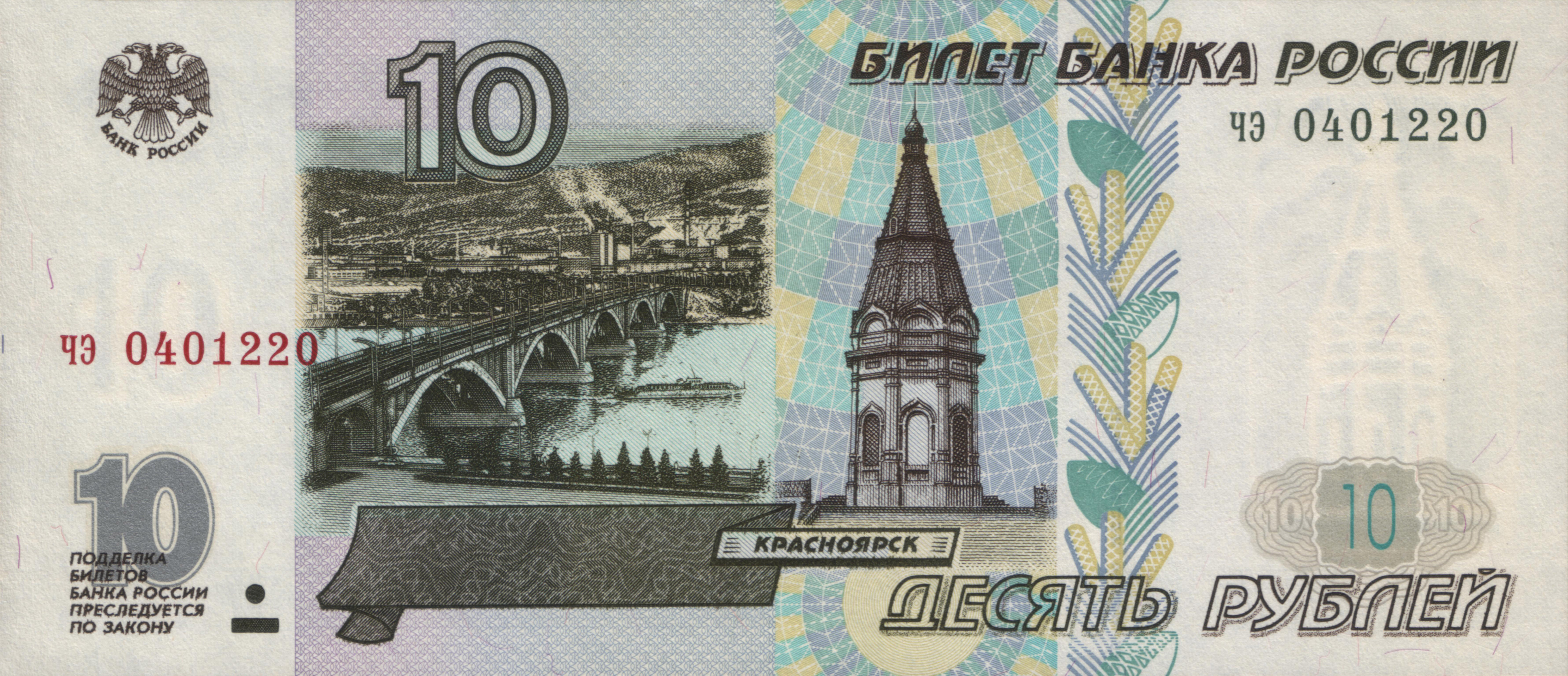
Лицевая сторона десятирублевой банкноты с изображением часовни и Коммунального моста

Изображение часовни Параскевы Пятницы размещено на лицевой стороне российской банкноты достоинством десять рублей образца 1997 года. На широком купонном поле этой же банкноты присутствует водяной знак в виде силуэта данной часовни.

## Древнее захоронение
Летом 1927 года сотрудники музея Приенисейского края и археолог С. А. Теплоухов обнаружили на Караульной горе богатое захоронение XIII—XIV веков. Территория современного Красноярска входила в Езерский улус енисейских кыргызов. Гора Кум-Тэгей, вероятно, была священным местом. Богатство предметов, обнаруженных в могильнике может свидетельствовать о том, что на горе были захоронены члены знатного княжеского рода, которые, вероятно, и правили этой территорией.

## Галерея

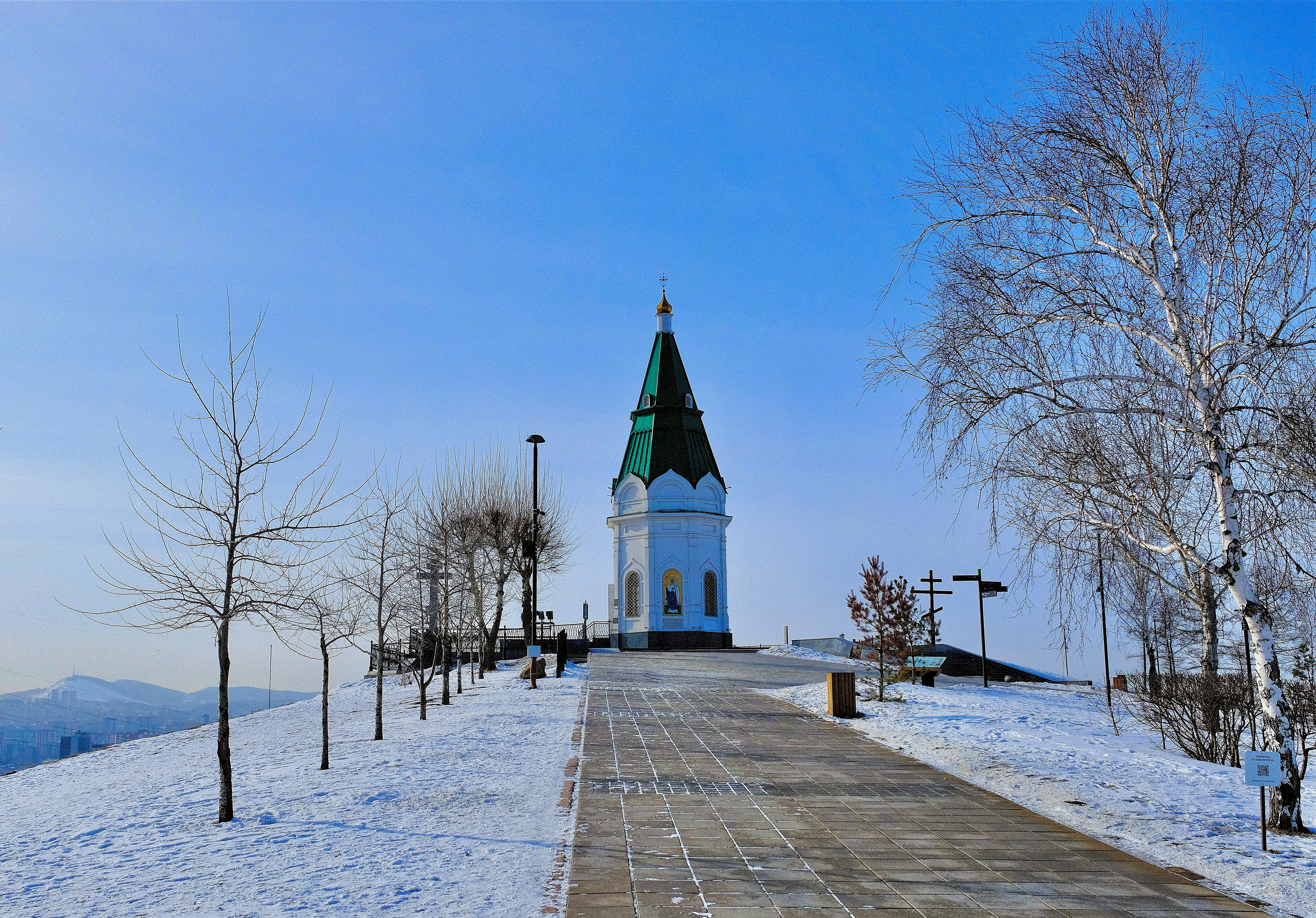
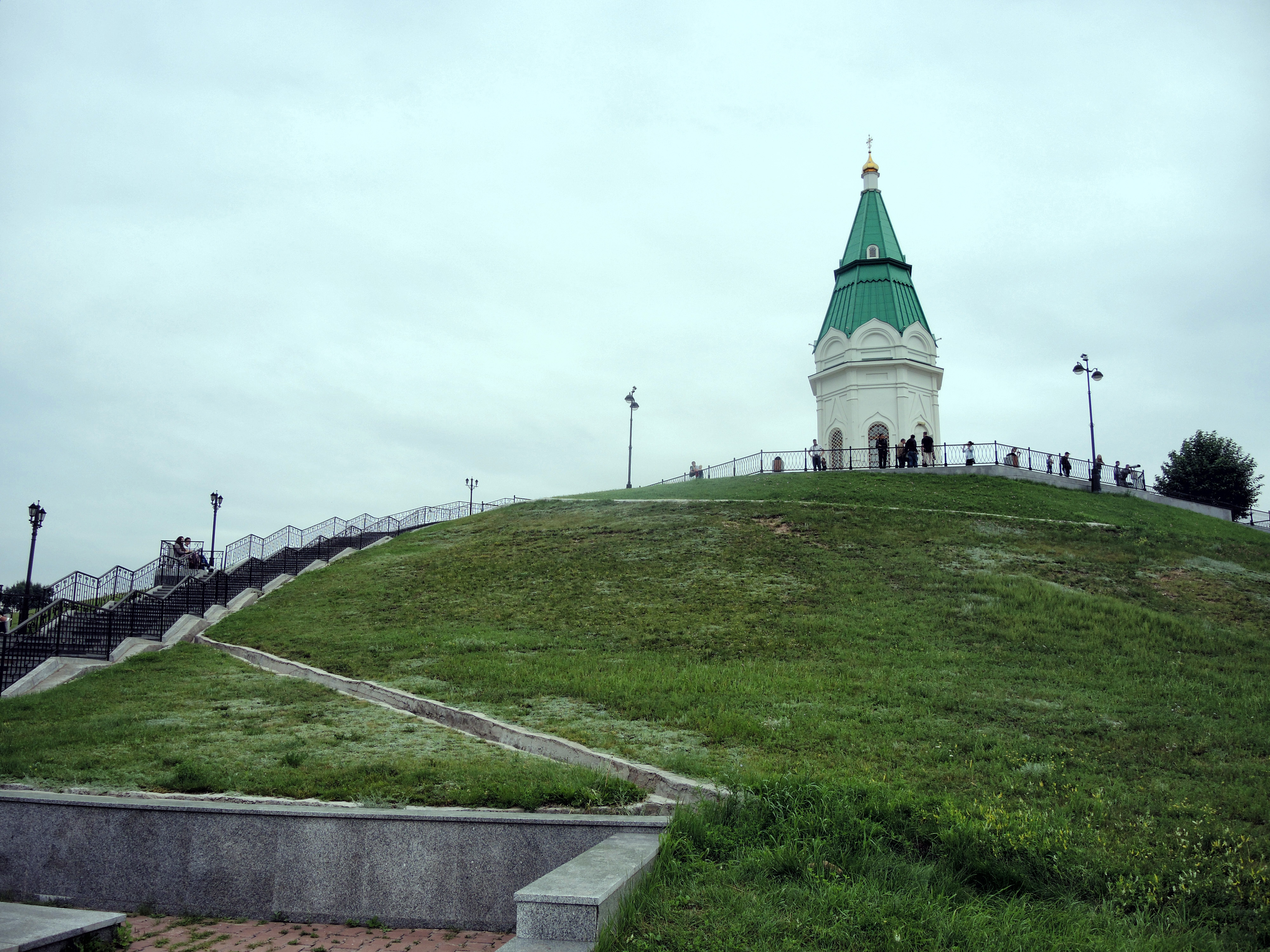
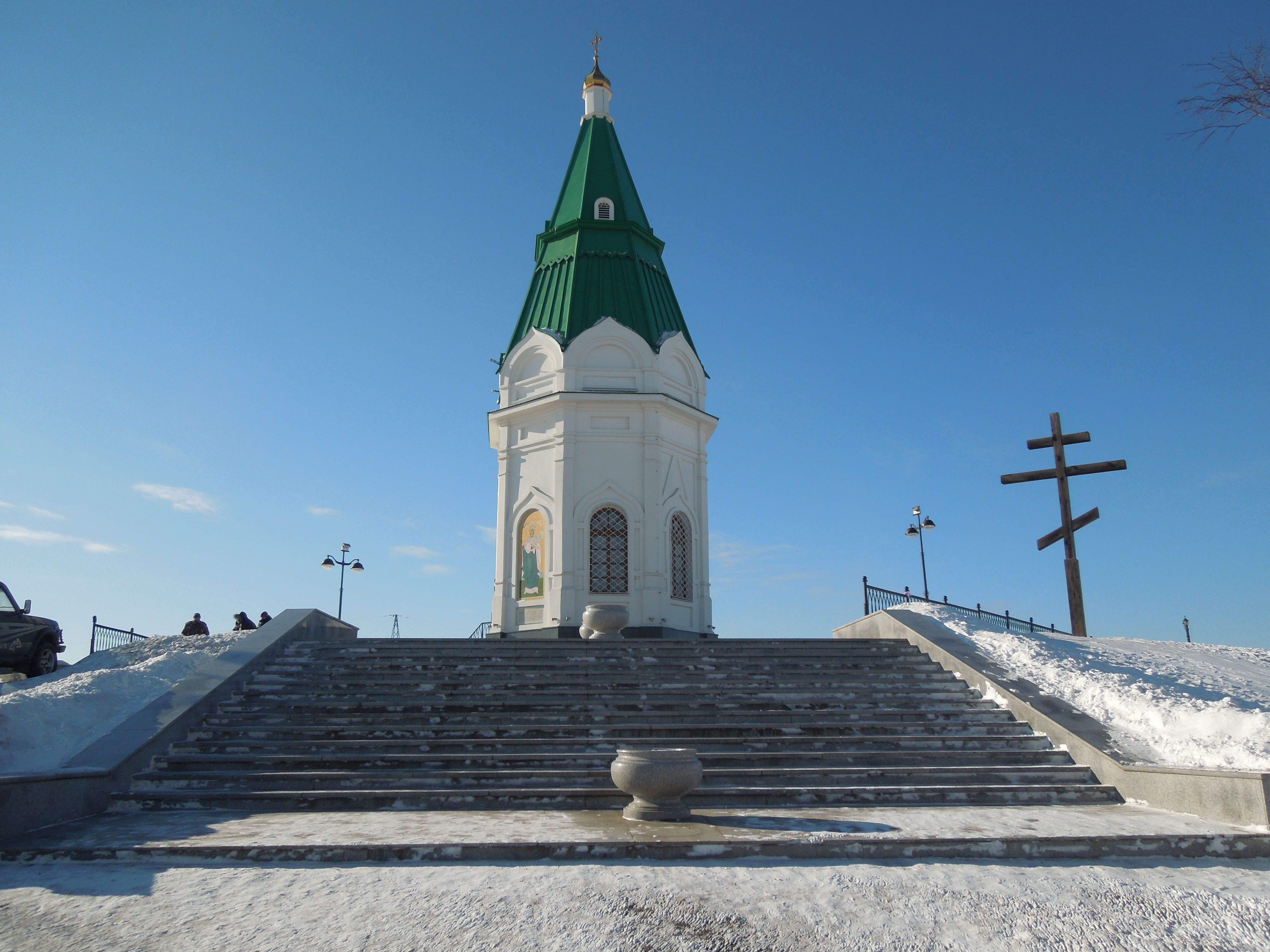
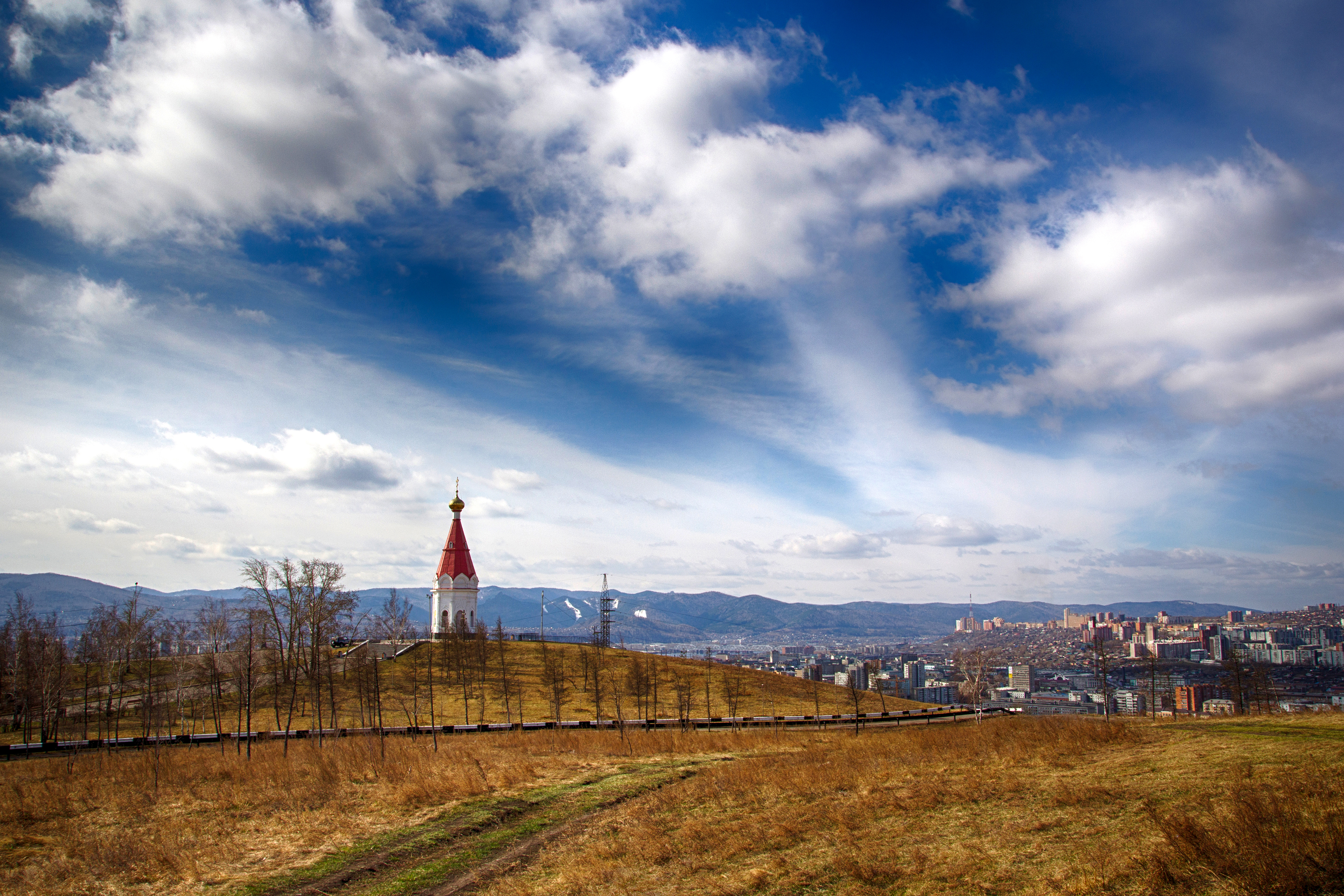
Вид на часовню до реставрации в 2014 году
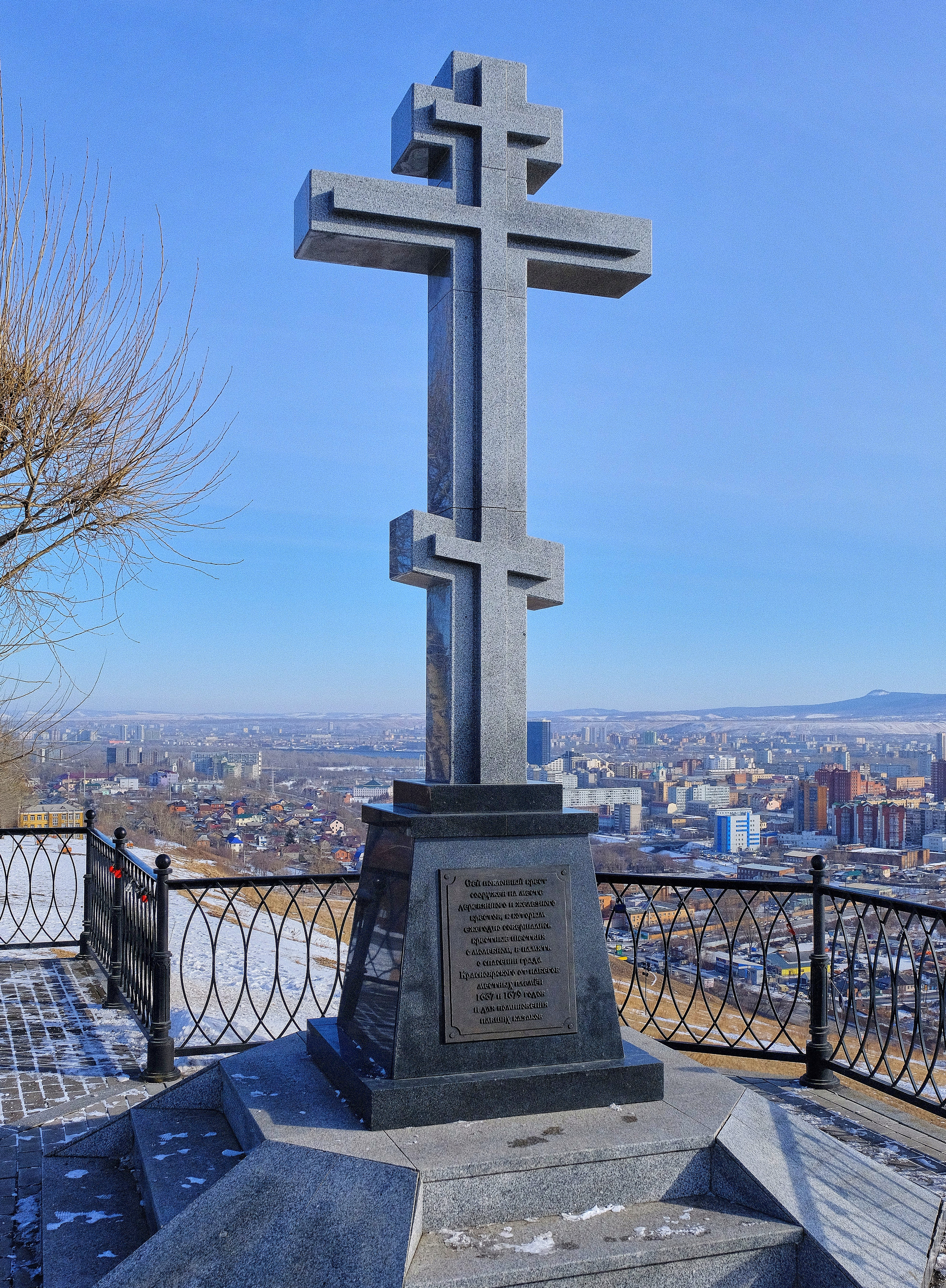
Памятный крест около часовни
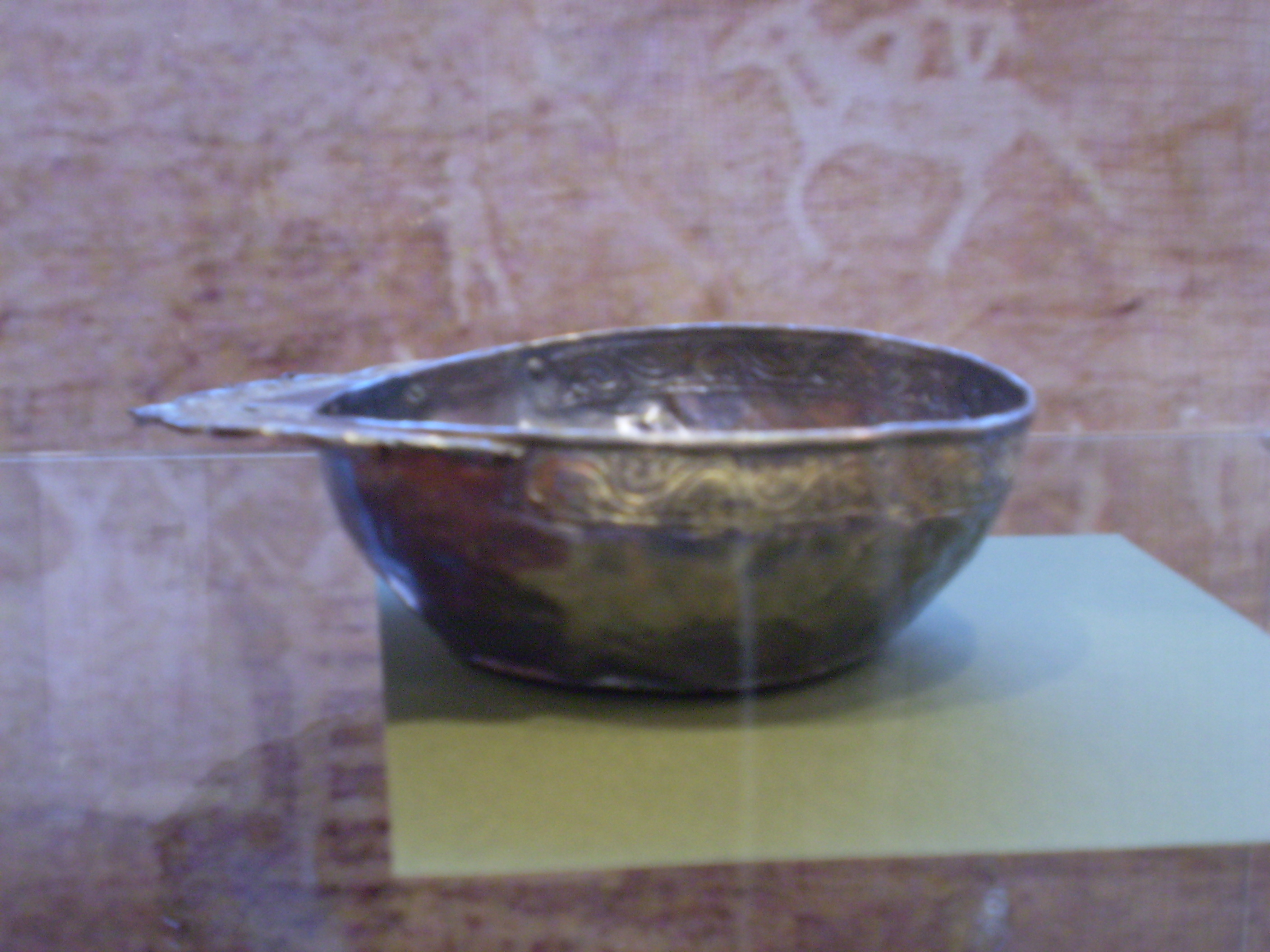
Чаша из захоронения на Караульной горе. Красноярский краеведческий музей

## Изображения и ссылки
- Сайт администрации города Красноярска
- Часовня на Караульной горе
- Телевизионный проект «Символы и смыслы»: Символ Красноярска — часовня Параскевы Пятницы